# Крошнозеро (село)
Кро́шнозеро (карел. Nuožjärvi) — старинное карельское село, административный центр Крошнозерского сельского поселения Пряжинского района Республики Карелия.

## Общие сведения
Расположено на юго-восточном берегу озера Крошнозеро в 76 км от Петрозаводска. Находится на автотрассе Р21 (Пряжа — Леметти).
В селе действует крупное рыбное хозяйство по искусственному выращиванию форели. Рыбозавод был открыт в 1970 г..
В 400 метрах к востоку от села, у дороги Крошнозеро—Пряжа располагается гидрологический памятник природы регионального значения Крошнозерский родник — самый крупный и устойчивый источник высококачественной питьевой воды в Карелии.

## История
Впервые упоминается в писцовой книге в 1563 году в составе Обонежской пятины Новгородской феодальной республики.
Во время Великой Отечественной войны на территории Крошнозера располагался концлагерь советских военнопленных.
В 1987 г. на территории Крошнозера открыт мемориал погибшим в Великой Отечественной войны воинам.

## Население
| 2002 | 2009 | 2010 | 2013 |
| ---- | ---- | ---- | ---- |
| 408  | ↗410 | ↘349 | ↘319 |

## Улицы села
- пер. Дорожный
- ул. Заводская
- ул. Магистральная
- ул. Родниковая
- ул. Советская
- пер. Совхозный
- ул. Центральная
- ул. Школьная
- пер. Школьный